# Fresnillo de las Dueñas
Fresnillo de las Dueñas és un municipi de la província de Burgos a la comunitat autònoma de Castella i Lleó. Forma part de la comarca de Ribera del Duero.

## Demografia
| 1991 |  | 1996 |  | 2001 |  | 2004 |
| ---- |  | ---- |  | ---- |  | ---- |
| 302  |  | 305  |  | 316  |  | 349  |